# Glenea caraga
Glenea caraga är en skalbaggsart som beskrevs av Heller 1921. Glenea caraga ingår i släktet Glenea och familjen långhorningar.
Artens utbredningsområde är Filippinerna. Utöver nominatformen finns också underarten G. c. subvittaticollis.